# موروانت

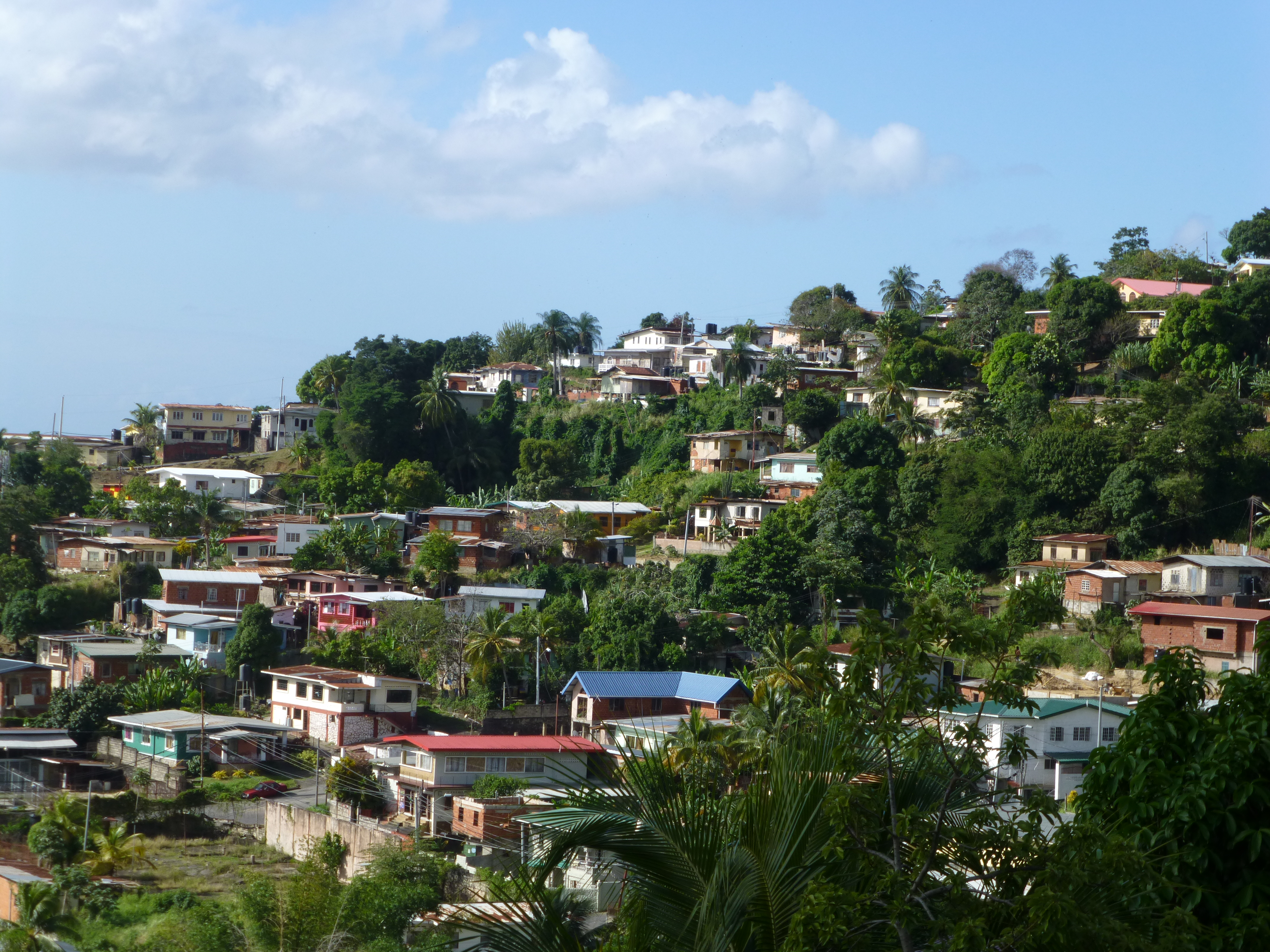
موروانت

موروانت (به انگلیسی: Morvant) شهری در کشور ترینیداد و توباگو، استان سن خوآن-لاونتویل است که جمعیت آن در سرشماری سال ۲۰۰۵ میلادی ۱۵٫۷۰۰ نفر بوده‌است.